# 노원구 갑
서울 노원구 갑은 대한민국의 국회의원 선거구이다. 서울특별시 노원구 일부 지역을 관할한다. 현 지역구 국회의원은 무소속 우원식이다.

## 역사
1988년 1월 1일 도봉구의 도봉동·상계동·하계동·중계동·월계동·공릉동·창동이 노원구로 분리되었다. 이에 1988년 대한민국 제13대 국회의원 선거부터 도봉구 선거구에서 분리되어 신설되었다. 
1988년 노원구 갑의 선거 관할 지역은 창동, 월계동, 공릉동이었으며 나머지 도봉동과 상계동, 중계동, 하계동 지역들은 노원구 을로 묶였다. 이듬해 1989년 도봉동과 창동이 도봉구로 다시 환원되면서 창동은 도봉구 병으로 편입되었다. 따라서 1992년 대한민국 제14대 국회의원 선거에서 선거구 개편이 이뤄졌다. 노원구 을에서 하계동과 중계동을 편입시키면서 월계동, 공릉동, 하계동, 중계동으로 구성되었으며, 노원구 을에는 나머지 상계동 지역만 남게 되었다.
같은해 7월 중계1동이 중계본동, 중계1동, 중계4동으로 분리됨에 따라, 1996년 제15대 총선에서는 중계본동, 중계2·3동만 남기고 중계1동과 4동은 노원구 을로 넘겼으며, 월계4동 (1994년 신설)이 관할 구역으로 추가되었다. 2000년 제16대 총선에서는 공릉3동 (1996년 신설)이 관할 구역으로 추가되었다.
2004년 제17대 총선에서 '노원구 병'이 신설됨에 따라 경계 조정이 다시 이뤄졌다. 하계동과 중계본동, 중계2·3동을 노원구 을로 넘겼으며, 반대로 노원구 을의 상계동 일대가 노원구 병으로 넘어갔다. 이후로는 노원구 갑 내에서는 월계4동과 공릉3동이 다른 동에 통합되는 조정이 있었다.
대한민국 제22대 국회의원 선거를 앞두고 노원구 선거구 개편에 따라서 노원구 을 선거구에서 하계1동, 하계2동, 중계본동, 중계1동, 중계2·3동을 받았다.

## 관할 구역
| 대수      | 관할 구역 |
| --------- | --- |
| 13대      | 노원구 창1동, 창2동, 창3동, 월계1동, 월계2동, 공릉1동, 공릉2동                                                     |
| 14대      | 노원구 월계1동, 월계2동, 월계3동, 공릉1동, 공릉2동, 하계1동, 하계2동, 중계1동, 중계2동, 중계3동                    |
| 15대      | 노원구 월계1동, 월계2동, 월계3동, 월계4동, 공릉1동, 공릉2동, 하계1동, 하계2동, 중계본동, 중계2동, 중계3동          |
| 16대      | 노원구 월계1동, 월계2동, 월계3동, 월계4동, 공릉1동, 공릉2동, 공릉3동, 하계1동, 하계2동, 중계본동, 중계2동, 중계3동 |
| 17대      | 노원구 월계1동, 월계2동, 월계3동, 월계4동, 공릉1동, 공릉2동, 공릉3동                                               |
| 18대      | 노원구 월계1동, 월계2동, 월계3동, 월계4동, 공릉1·3동, 공릉2동                                                      |
| 19대~21대 | 노원구 월계1동, 월계2동, 월계3동, 공릉1동, 공릉2동                                                                 |
| 22대~     | 노원구 월계1동, 월계2동, 월계3동, 공릉1동, 공릉2동, 하계1동, 하계2동, 중계본동, 중계2·3동                          |

## 역대 국회의원
| 선거   | 정당 | 정당         | 의원   |
| ------ | ---- | ------------ | ------ |
| 1988년 |      | 통일민주당   | 백남치 |
| 1992년 |      | 민주자유당   | 백남치 |
| 1996년 |      | 신한국당     | 백남치 |
| 2000년 |      | 새천년민주당 | 함승희 |
| 2004년 |      | 열린우리당   | 정봉주 |
| 2008년 |      | 한나라당     | 현경병 |
| 2012년 |      | 새누리당     | 이노근 |
| 2016년 |      | 더불어민주당 | 고용진 |
| 2020년 |      | 더불어민주당 | 고용진 |
| 2024년 |      | 더불어민주당 | 우원식 |

## 역대 선거 결과

### 대한민국 제13대 국회의원 선거
|  | 28.46% |

|  | 27.25% |

|  | 24.09% |

|  | 11.78% |

|  | 8.39% |

### 대한민국 제14대 국회의원 선거
|  | 34.91% |

|  | 33.29% |

|  | 31.78% |

### 대한민국 제15대 국회의원 선거
|  | 36.77% |

|  | 35.13% |

|  | 15.53% |

|  | 9.64% |

|  | 2.91% |

### 대한민국 제16대 국회의원 선거
|  | 43.17% |

|  | 36.38% |

|  | 9.77% |

|  | 6.74% |

|  | 2.06% |

|  | 1.85% |

### 대한민국 제17대 국회의원 선거
|  | 42.69% |

|  | 30.58% |

|  | 26.72% |

### 대한민국 제18대 국회의원 선거
|  | 41.58% |

|  | 37.62% |

|  | 17.34% |

|  | 2.57% |

|  | 0.87% |

### 대한민국 제19대 국회의원 선거
|  | 50.06% |

|  | 44.20% |

|  | 3.56% |

|  | 2.15% |

### 대한민국 제20대 국회의원 선거
|  | 41.79% |

|  | 39.37% |

|  | 18.82% |

### 대한민국 제21대 국회의원 선거
|  | 56.78% |

|  | 38.74% |

|  | 3.96% |

|  | 0.51% |

### 대한민국 제22대 국회의원 선거
|  | 58.99% |

|  | 41.00% |